# Pépin
Pépin är en udde i Antarktis. Den ligger i Östantarktis. Frankrike gör anspråk på området.
Terrängen inåt land är kuperad åt sydväst, men söderut är den platt. Havet är nära Pépin åt nordost. Trakten är obefolkad. Det finns inga samhällen i närheten.